# Nicolás Leoz
Nicolás Leoz Almirón (Pirizal, 10 settembre 1928 – Asunción, 28 agosto 2019) è stato un dirigente sportivo, avvocato e giornalista paraguaiano, presidente della CONMEBOL dal 1986 al 2013.

## Biografia
Leoz svolse la professione di giornalista sportivo in gioventù, e in seguito (1957) si laureò in giurisprudenza, divenendo avvocato; fu inoltre professore di storia ad Asunción.
Dal 1957 al 1959 fu Presidente del Dipartimento di Giustizia della Federazione cestistica del Paraguay, dal 1969 al 1970 e dal 1974 al 1977 Presidente del Club Libertad, dal 1971 al 1973 e dal 1979 al 1985 Presidente della Federazione calcistica del Paraguay, dal 1972 al 1974 e dal 1980 al 1986 Vice Presidente del CONMEBOL
Il 1º maggio 1986 fu nominato presidente della CONMEBOL a Bogotà, in Colombia. Nel 1998 entrò a far parte del Comitato Esecutivo FIFA.
Nel 2008 gli venne conferita la cittadinanza colombiana.